# Hajar Al-Khaldi
Hajar Al-Khaldi, född 17 mars 1995, är en friidrottare från Bahrain. Hon deltog vid olympiska sommarspelen 2016.